# نیقیه
نیقیه که با نام نایسیا هم شناخته می‌شود، یک شهر باستانی در شمال غربی ترکیه است. این شهر امروزه درون شهر ایزنیک قرار گرفته است. این شهر محل برگزاری شورای نخست و دوم نیقیه و همچنین پایتخت امپراتوری در تبعید نیقیه، پس از تصرف قسطنطنیه در جنگ صلیبی چهارم بود.